# Sobiemierz
Sobiemierz (deutsch Sophienhof) ist ein Wohnplatz in der Woiwodschaft Westpommern in Polen. Er liegt in der Gmina Kołobrzeg (Gemeinde Kolberg).

## Geographische Lage
Der Wohnplatz liegt in Hinterpommern an der Woiwodschaftsstraße 102 zwischen Trzebiatów (Treptow an der Rega) im Westen und Kołobrzeg (Kolberg) im Osten, etwa 100 Kilometer nordöstlich von Stettin.
Unmittelbar östlich des Wohnplatzes schließt das Dorf Bogusławiec (Charlottenhof) an. Etwa drei Kilometer nordwestlich liegt das Dorf Drzonowo (Drenow).

## Geschichte
In der Mitte des 19. Jahrhunderts wurde Sophienhof als Vorwerk des Gutes Drenow  angelegt. Als um 1910 der damalige Besitzer des Gutes, ein Hermann Braeger, Teile seines Gutes verkaufte, gehörte auch das Vorwerk Sophienhof dazu. Es wurde in fünf Bauernhöfe zu 10 Hektar Land und zwei Bauernhöfe zu 25 Hektar Land aufgeteilt.
Nach der Bildung von Gutsbezirken im 19. Jahrhundert gehörte Sophienhof zum Gutsbezirk Drenow. Mit der Aufteilung des Gutes Drenow wurde 1910 der Gutsbezirk aufgelöst und Sophienhof kam zur Landgemeinde Drenow. Als Teil der Landgemeinde Drenow gehörte Sophienhof bis 1945 zum Kreis Kolberg-Körlin der preußischen Provinz Pommern.
Nach 1945 kam Sophienhof, wie ganz Hinterpommern, an Polen. Es erhielt den polnischen Namen Sobiemierz, die Bevölkerung wurde durch Polen ersetzt.

## Entwicklung der Einwohnerzahlen
- 1871: 13[1]
- 1885: 11[1]
- 1895: 13[1]
- 1905: 35[1]

## Verwaltungsstruktur
Sobiemierz gehört zum Schulzenamt Bogusławiec in der Gmina Kołobrzeg (Landgemeinde Kolberg) der polnischen Woiwodschaft Westpommern. 